# 菅原勇介
菅原 勇介（すがわら ゆうすけ、1982年9月21日 - ）は、日本のプロキックボクサー。千葉県柏市出身。TARGET所属。　
2005年MAキックボクシング連盟ライト級新人王。第4代＆第6代J-NETWORKスーパーライト級チャンピオン。
RISEスーパーライト級6位。J-NETWORKスーパーライト級2位。

## 来歴
2001年3月、東京都立竹台高等学校卒業。いくつかの仕事を経験した後、21歳でキックボクシングを始める。
2005年11月6日、MA日本キックボクシング連盟新人王トーナメントで近藤一輝を破り、MA日本キックボクシング連盟ライト級新人王に輝く。
2007年4月29日、R.I.S.E.XXXVでR.I.S.E.初参戦。トーナメントの優勝候補であった末広智明を破り、一躍注目を浴びる。
2007年、所属していた山木ジムから現在所属しているTARGETに移籍する。
2009年2月1日、J-NETWORK「GET REAL in J-WORLD 1ST」において大鬼と対戦。KO勝ちにより、第4代J-NETWORKスーパーライト級王座を戴冠。
2010年1月31日、古巣のMA日本キックボクシング連盟「士道館新春正月興行 BREAK-1」にて山本佑機（初代WBCムエタイ日本スーパーライト級、後のWMAF世界スーパーライト級王者）に判定勝ち。
2010年6月20日、J-NETWORK「FORCE for the TRUTH of J 3rd」においてJ-NETWORKスーパーライト級王座初防衛戦。挑戦者の大石駿介に敗れ、J-NETWORKスーパーライト級王座より陥落。
2011年6月19日、J-NETWORK「TIME to CHANGE the KICK by J-SPIRIT 3rd」約１年ぶりの再戦で見事大石駿介をTKOで下し、リベンジを果たすと共に第6代J-NETWORKスーパーライト級王座戴冠。

## 戦績

### プロキックボクシング
| キックボクシング 戦績 | キックボクシング 戦績 | キックボクシング 戦績 | キックボクシング 戦績 | キックボクシング 戦績 | キックボクシング 戦績 | キックボクシング 戦績 |
| --------------------- | --------------------- | --------------------- | --------------------- | --------------------- | --------------------- | --------------------- |
| 42 試合               | (T)KO                 | 判定                  | その他                | 引き分け              | 無効試合              |                       |
| 24 勝                 | 7                     | 2                     | 0                     | 2                     | 0                     |                       |
| 16 敗                 | 0                     | 0                     | 0                     | 2                     | 0                     |                       |

| 勝敗 | 対戦相手                       | 試合結果            | 大会名 | 開催年月日     |
| ×    | ゲーオ・フェアテックス         | 2R 0分59秒 KO       | M-1 Sutt Yod Muaythai vol.4                                                                                     | 2012年11月11日 |
| ○    | 中村謙作                       | 3R終了 判定3－0     | SHOOT BOXING 2012～Road to S-cup～act.4                                                                         | 2012年9月17日  |
| ○    | 麻原将平                       | 3R終了 判定3－0     | RISE 89 | 2012年7月1日   |
| ×    | 小宮由紀博                     | 延長4R終了 判定0－3 | RISE 88 | 2012年6月2日   |
| ×    | モハン・ドラゴン               | 3R終了 判定0－2     | RISE 87 | 2012年3月24日  |
| ○    | タップロン・フォースジム       | 3R終了 判定3－0     | SHOOT BOXING 2012～Road to S-cup～act.1                                                                         | 2012年2月5日   |
| ×    | 高橋誠治                       | 5R終了 判定0－2     | WBCムエタイ・ジャパン第2回大会 The Path to the World Champion 【WBCムエタイ日本スーパーライト級タイトルマッチ】 | 2011年10月2日  |
| ×    | 大澤茂樹                       | 3R終了 判定0－3     | SHOOT BOXING 2011 act.4－SB172－                                                                                | 2011年9月10日  |
| ○    | 大石駿介                       | 3R 0分27秒 TKO      | J-NETWORK TIME to CHANGE the KICK by J-SPIRIT 3rd 【J-NETWORKスーパーライト級タイトルマッチ】                   | 2011年6月19日  |
| ○    | 影日“ポパイ”和徳               | 3R終了 判定3-0      | J-NETWORK TIME to CHANGE the KICK by J-SPIRIT 2nd 【J-NETWORKスーパーライト級次期王座挑戦者決定戦】             | 2011年4月29日  |
| △    | 吉本光志                       | 5R終了 判定0－0     | RISE 74 【RISEスーパーライト級タイトルマッチ】                                                                  | 2011年2月27日  |
| ×    | 國安浩史                       | 3R終了 判定3-0      | RISE 73 【スーパーライト級次期挑戦者決定戦】                                                                    | 2010年12月19日 |
| ○    | TaCa                           | 3R終了 判定2－0     | RISE 71 | 2010年10月3日  |
| ×    | ルーシラー“ザ・ライトニング”   | 5R終了 判定 0－3    | FULL RULES MUAYTHAI 【WMCスーパーライト級インターナショナルタイトルマッチ】                                     | 2010年8月14日  |
| ×    | 大石駿介                       | 延長4R 2分59秒 TKO  | J-NETWORK FORCE for the TRUTH of J 3rd 【J-NETWORKスーパーライト級タイトルマッチ】                              | 2010年6月20日  |
| ○    | オ・デュソク                   | 3R終了 判定3－0     | RISE 65 | 2010年5月16日  |
| ○    | 山本佑機                       | 5R終了 判定3－0     | MA日本キック 士道館新春正月興行 BREAK-1                                                                         | 2010年1月31日  |
| ×    | 吉本光志                       | 延長6R終了 判定0-3  | RISE 60 【初代RISE 65kg級王者決定戦 決勝戦】                                                                    | 2009年11月22日 |
| ○    | 田中秀弥                       | 2R 2分59秒 KO       | RISE 59 【初代RISE 65kg級王者決定戦 準決勝】                                                                    | 2009年10月4日  |
| ○    | モンコンデート・ソーペエートン | 5R終了 判定3-0      | BOUT-Ⅴ～KICK-FIGHT－SPECIAL                                                                                     | 2009年9月2日   |
| ×    | 西山誠人                       | 3R 1分30秒 TKO      | M-1 FAIRTEX SINGHA BEERムエタイチャレンジ2009 Yod Nak Suu vol.2 【M-1スーパーライト級王座決定戦】               | 2009年6月21日  |
| ×    | ツグト“忍”アマラ               | 3R終了 判定0-2      | R.I.S.E.53 | 2009年3月29日  |
| ○    | 大鬼                           | 2R 0分54秒 KO       | J-NETWORK GET REAL in J-WORLD 1ST 【J-NETWORKスーパーライト級王座決定戦】                                       | 2009年2月1日   |
| ○    | 安田慶二郎                     | 2R 1分14秒 KO       | J-NETWORK Let’s Kick with J FINAL                                                                               | 2008年11月30日 |
| ○    | ウメ・KRSジム                  | 3R 2分30秒 KO       | CROSSPOINT presents X-TRA！                                                                                     | 2008年9月15日  |
| ○    | キム・ヒョンスク               | 2R 2分45秒 TKO      | JMC RIDE ON TIME                                                                                                | 2008年7月6日   |
| ×    | 大江和也                       | 3R 0分09秒 KO       | MA日本キック BREAK THROUGH-3～突破口                                                                            | 2008年4月29日  |
| ×    | 末広智明                       | 3R終了 判定0-2      | R.I.S.E.-γ－“R.O.C”                                                                                             | 2008年2月22日  |
| ×    | 秋山優                         | テクニカル判定0-3   | J-NETWORK J-FIGHT 18                                                                                            | 2007年12月16日 |
| ×    | 歌川暁文                       | 3R終了 判定0-2      | R.I.S.E.XLI | 2007年11月25日 |
| ×    | 黒田アキヒロ                   | 3R終了 判定1-2      | J-NETWORK Championship Tour of J 2nd 【ライト級王座決定トーナメント一回戦】                                     | 2007年9月16日  |
| ○    | 田中信二                       | 3R終了 判定2-1      | J-NETWORK Championship Tour of J 1st                                                                            | 2007年8月3日   |
| ×    | 板橋寛                         | 3R終了 判定0-3      | R.I.S.E. FLASH to CRUSH TOURNAMENT’07 【一回戦】                                                                | 2007年6月17日  |
| ○    | 末広智明                       | 3R終了 判定3-0      | R.I.S.E.XXXV | 2007年4月29日  |
| ○    | 上杉武信                       | 3R終了 判定3-0      | J-NETWORK The Starting Point of J                                                                               | 2007年1月8日   |
| ○    | 栗原豊                         | 3R終了 判定3-0      | 全日本キック CUB★KICK’S-1                                                                                       | 2006年2月18日  |
| ○    | 近藤一輝                       | 3R終了 判定3-0      | MA日本キック DETERMINATION-9 6階級タイトルマッチ 【新人王トーナメント 決勝戦】                                  | 2005年11月6日  |
| ○    | 天野京介                       | 3R終了 判定3-0      | MA日本キック 戦闘甲斐士 Vol.13                                                                                  | 2005年9月11日  |
| ○    | 高橋洋介                       | 3R終了 判定3-0      | MA日本キック DETERMINATION (決心) 6th 【新人王トーナメント 二回戦】                                             | 2005年7月17日  |
| △    | 松葉賢治                       | 3R終了 判定0-1      | R.I.S.E. G-BAZOOKA TOURNAMENT ’05                                                                               | 2005年6月19日  |
| ○    | トルネード河野                 | 3R終了 判定3-0      | MA日本キック DETERMINATION (決心) 4th 【新人王トーナメント 一回戦】                                             | 2005年5月22日  |
| ×    | 宿波明                         | 3R終了 判定0-3      | 全日本キック MOVING                                                                                             | 2005年2月6日   |

## 人物
- 同門のキックボクサー、羅王丸の名付け親である。
- 特技はスポーツ全般。格闘技以外では特に陸上競技を得意としている。
- 趣味は食べる事で、焼肉、寿司、しゃぶしゃぶ、タイ料理、甘い物が好物。
- 所属ジムTARGETの会長である伊藤隆が、RISE及びアマチュア大会であるKAMINARIMONの大会運営に注力する事となった為、現在TARGET会長代行として、自身の練習の傍らジムの運営と後進の指導に当たっている。

## 獲得タイトル
- 2005年MA日本キックボクシング連盟ライト級新人王
- 第4代＆第6代J-NETWORKスーパーライト級チャンピオン